# 음식문화의 변천

음식이란 사람이 먹고 마시는 것을 모두 가리키는 식생활용어를 뜻 하고,변천이란 세월이 흐르는 동안에 변하여 바뀌는 것. 또는, 옮겨서 달라지는 것. 변이(變移)를 뜻한다.
(음식 출처:https://encykorea.aks.ac.kr/Article/E0043018#section-3),(변천 출처:구글사전)

## 선사시대의 음식문화
선사시대는 식생활이라고 해도 구석기시대에 대하는 식생활사에서 다룰만한 자료가 거의 없기에 고고학의 도움으로 후기
구석기시대에 타제석기로 자연물을 채취하여 음식을 만들었으리라는 사실을 추측 할 수 있을 뿐입니다

## 고대의 음식문화
이 시대의 식생활은 철제농구가 어느정도 보급된 상태여서 벼농사를 비롯한 농경이 성했으므로 식생활의 다원화, 조리법의 발달, 국가간의 식품교류등 식문화에 많은 변화를 가져왔으며,각종 곡류가 주식의 자리에 대치될 수 있었으므로 주부식분리(主副食分離) 
시대가 시작되고 있었음을 시사해 주고 있다.

## 삼국·통일신라시대의 음식문화
이 시대에는 벼농사의 정착이 어느 정도음식문화에 안정을 가져다 주었고,국가의 형성과 함께 계층화 된 신분제도가 식생활 자체를 귀족식과 서민식으로 분리시키는 계층화를 이룩하였으며,농경 중심의 제천의식과 이에서 비롯한 명절등의 행사가 식생활의 폭을 다양화 시켰다.
이때는 농경의 발달과 쌀의 생산 및 외국과의 교류가 성행됨에 따라 한국음식의 체제가 정착된 시대였고, 이렇게 정착된 음식문화는 일본에 크게 영향을 미치기도 하였다.

## 조선시대의 음식문화
조선왕조는 유교국가였기에 조상에 대한 봉제사(奉祭祀)와 가족제도에 따른 식생활이 크게 중요시 된 시대였으며,중인(中人)계급의 대두로 인한 상하층의 식생활 교류가 일반 서민에게까지 커다란 자극을 주었고, 외래식품이 널리 전래 보급되어 식생활의 다양화를 가져왔기에 조선시대는 한식 완성기라고 볼 수 있다.

## 근대 이후의 음식문화
근대이후 음식은 개화기로 오면서 서양화의 물결이 거세어져 우리 음식은 서양 음식의 영향을 많이 받게 되었고,확대된 일본의 세력 아래서 생활의 핍박이 서민의 식생활을 곤궁으로 몰아갔으며,1910년부터 1945년까지 일본의 식민지로 그들의 지배를 받으면서 일본인에 의해 가공식품이 제조되어 식생활의 범위가 확대되고 있었다.
그후 1970년대로 오면 공업화의 양상으로 식생활도 공업화 내지 산업화  되었고, 이에 즉석식품이 식생활에 중요한 자리를 차지하게 되었고, 이들 식품에 대한 역반응으로 건강식품, 무공해식품, 자연식품 등에 관한 관심과 함께 보다 합리적인 식생활이 모색되면서 오늘에 이르고 있다.